# Roomba
Roomba — робот-пылесос, разработанный и продаваемый компанией iRobot. Он представляет собой роботизированное устройство для уборки квартиры. Roomba был впервые представлен в 2002 году. По состоянию на январь 2008 года было продано более 2,5 миллионов таких пылесосов; на январь 2010 года — 5 млн; на февраль 2017 года — 15 млн.

## Описание

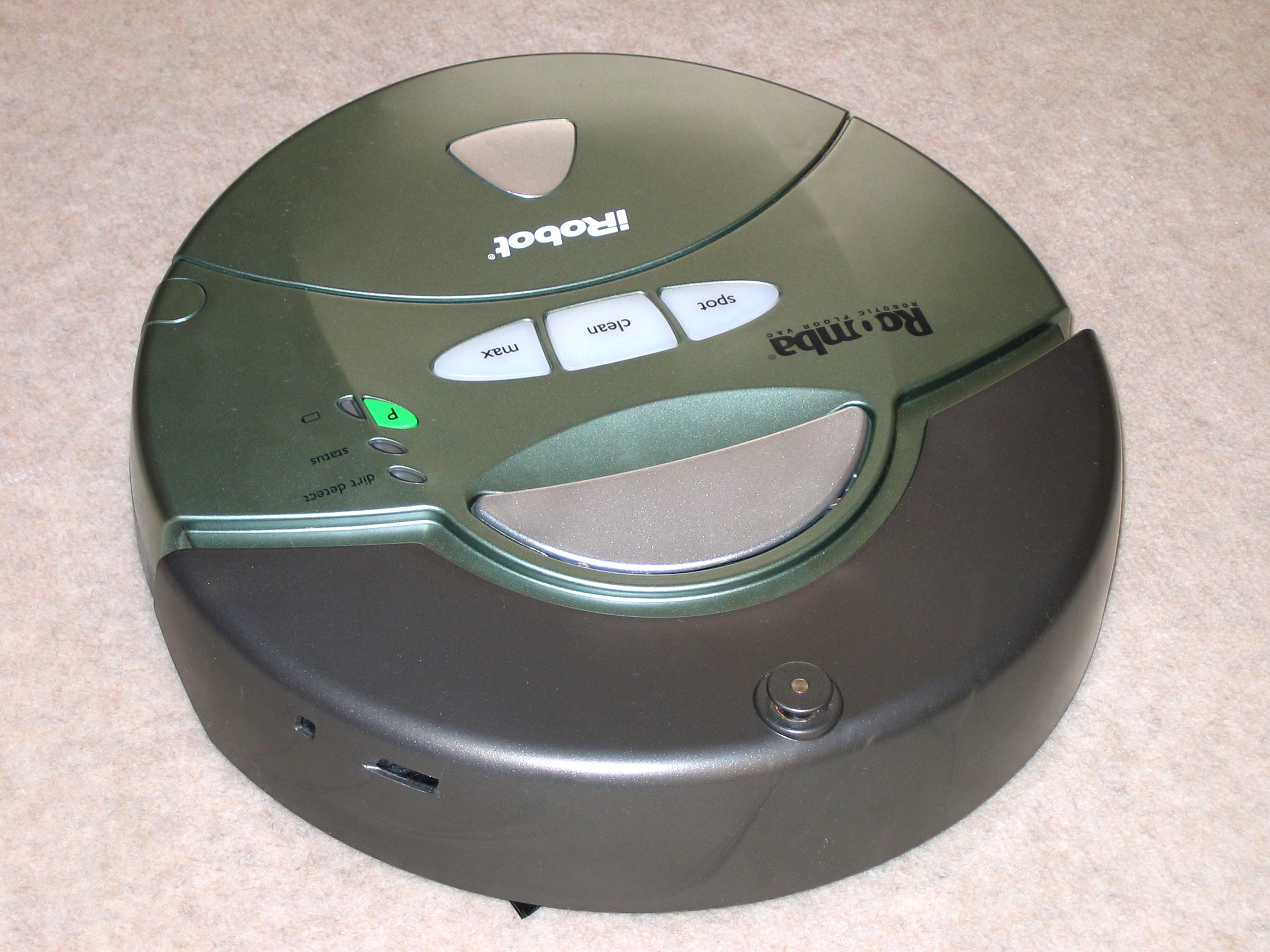
Этот Roomba для Европейского союза похож на второе поколение Roomba для США

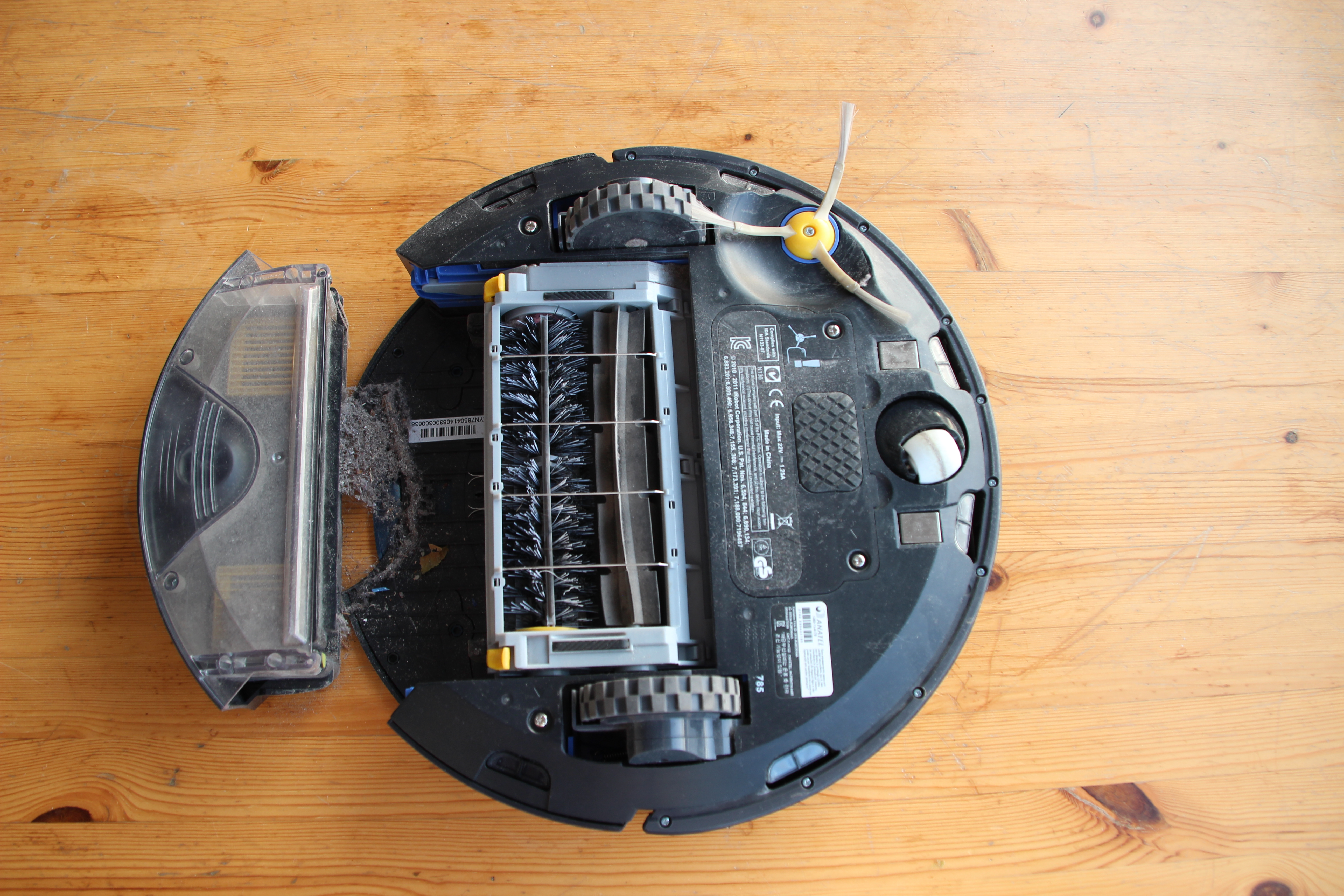

Устройство представляет собой диск 34 см в диаметре и до 9 см в высоту. Большой контактный сенсор установлен в передней части устройства, с инфракрасным датчиком по центру в верхней передней части. На устройстве в верхней части установлена ручка. В зависимости от модели, он поставляется с одним или двумя инфракрасными датчиками «виртуальная стена», а некоторые модели — с «виртуальными стенами — маяками».
Первое и второе поколение модели нуждалось в указании вручную размеров комнаты по площади, для этого использовалось три кнопки на корпусе: (маленькая, средняя, и большая), но в этом отпала необходимость с выходом третьего поколения устройства.
Для работы Roomba использует внутренние аккумуляторы и нуждается в регулярной подзарядке от настенного модуля. Новые модели третьего поколения имеют возможность поиска зарядного устройства, связываясь с ним через инфракрасный датчик. Зарядка от электрической сети занимает около трёх часов. Зарядка устройств первого и второго поколения длилась 12 часов, но новое зарядное устройство может быть использовано и с устаревшими моделями.
Управление устройством третьего поколения осуществляет владелец путём нажатия кнопки «Включение», разместив предварительно устройство там, где он хотел бы произвести уборку. Затем необходимо выбрать режим работы устройства, нажав кнопку «Чистка», «Точечная уборка» или «Полная уборка» (при наличии). Устройства третьего поколения позволяют выполнять уборку автоматически, с использованием планировщика задач. Это может быть полезно для тех людей, которые хотят запланировать уборку на то время, когда они находятся на работе.
Когда кнопка «Чистка», «Точечная чистка» или «Полная чистка» нажата, Roomba издает мелодичный сигнал, а потом приступает к работе. Датчик на бампере позволяет регистрировать удары о стены и мебель, «виртуальную стену» и ограничить с помощью инфракрасного датчика те участки, где должна совершаться уборка. Специальная программа «Виртуальная стена» может быть запрограммирована заранее, с тем, чтобы включиться в момент автоматического включения устройства по планировщику задач. Четыре инфракрасных сенсора в нижней части устройства не позволяют ему упасть с лестницы. Модели третьего поколения умеют обнаруживать скопления грязи, и уделяют таким местам больше внимания.
По окончании уборки Roomba издает мелодический сигнал. Если зарядное устройство не обнаружено, Roomba выполнит его поиск. Владелец должен освободить его пылесборник в мусорную корзину. За исключением первого поколения Roomba, инфракрасный пульт позволяет осуществлять настройку устройства дистанционно, что может быть полезно для людей с ограниченными физическими возможностями. Дистанционное управление нельзя использовать на линии «виртуальных стен» или у модулей зарядки устройства из-за создаваемых ими помех.
Roomba имеет небольшую высоту. Он достаточно низкий, чтобы пройти под кроватью или другой мебелью. Если он поймет, что застрял, он перестанет двигаться, и начнет подавать звуковые сигналы, помогающие владельцу его обнаружить.

## Принцип работы
«Вертолеты» — маленькие боковые щетки, сметают мусор в пространство под Roomba, где он подхватывается центральной щеткой и переносится в контейнер для мусора. Функция всасывания в данном случае не является основной, а лишь позволяет повысить эффективность уборки.

### 700-я серия с 2011 года
С 2011 года в продажу поступила 700-я серия роботов-пылесосов Roomba, которая имеет следующие улучшения:
- новая система расхода аккумуляторной батареи (с помощью которой увеличено время работы на 30 %),
- система трёхэтапной очистки, новый HEPA-фильтр (предотвращает рециркуляцию пыли с потоками воздуха по дому, 99,8 % очистка воздуха),
- улучшенные алгоритмы движения (робот способен убирать большую площадь),
- новый блок щёток (улучшена уборка как крупного мусора, так и шерсти, а также увеличена износоустойчивость),
- добавлены ультразвуковые датчики.

Ассортимент 700-й серии: 760, 770, 780, 790 модели.

## Аксессуары
- Легко очищаемая щётка: щетка, приспособленная для сбора шерсти домашних питомцев.
- Пульт дистанционного управления: управление Roomba дистанционно (для всех моделей второго и третьего поколения Roomba).
- Планировщик iRobot: возможность запрограммировать работу Roomba по расписанию.
- Модуль для зарядки с инфракрасным маяком: Roomba автоматически вернется к зарядному устройству (для всех моделей третьего поколения).
- Виртуальная стена: используется для ограничения районов уборки Roomba (для всех моделей).
- Маячок: используется для разделения районов последовательной уборки Roomba (новые модели третьего поколения)
- Увеличенный источник питания: перезаряжаемые батареи для всех моделей Roomba, позволяющие устройству работать до 200 минут.

## Программирование Roomba
Roomba, изготовленные после октября 2005 года содержат программное обеспечение, позволяющее получить доступ для контроля и модификации поведения Roomba и удаленно получать сигналы датчиков. Открытый интерфейс iRobot Roomba, ранее известный как Roomba Serial Command Interface, предназначен для программистов, которые могут вносить усовершенствования в программное обеспечение робота.

## Другая продукция iRobot
- Scooba — робот, выполненный на платформе робота Roomba, предназначенный для мытья пола.
- Dirt Dog — робот, предназначенный для чистки гаражей и мастерских.
- Verro — робот, предназначенный для чистки бассейнов.
- iRobot Create — робот для разработчиков программного обеспечения, выполнен на платформе Roomba.